# 下豊富村
下豊富村（しもとよとみむら）は、京都府天田郡にあった村。現在の福知山市中心部に西接する地域にあたる。

## 地理
- 山岳：親不知、姫髪山
- 河川：由良川、和久川

## 歴史
- 1889年（明治22年）4月1日 - 町村制の施行により、室村・市寺村・正明寺村・厚村・岩井村・荒河村・奥野部村・新庄村・今安村・半田村・和久寺村・大門村・拝師村の区域をもって発足。
- 1936年（昭和11年）10月1日 - 福知山町に編入。同日下豊富村廃止。

## 交通

### 鉄道路線
村域を鉄道省の山陰本線が通過したが、駅は所在しなかった。現在は旧村域に京都丹後鉄道宮福線の福知山市民病院口駅・荒河かしの木台駅が所在するが、当時は未開業。

### 道路
- 山陰街道（現・国道9号）